# Прімера (хокей) 2016—2017
Прімера 2016—2017 — 45-й розіграш чемпіонату Прімери. Чемпіонат стартував 17 вересня 2016, а фінішував фінальною серією плей-оф 18 березня 2017. У сезоні 2016—17 брали участь сім клубів. Свій десятий титул чемпіона після сімнадцятирічної перерви здобув клуб «Чурі Урдін».

## Регулярний сезон
| М  | Команда              | І  | В  | ВО | ПО | П  | Ш      | О  |
| -- | -------------------- | -- | -- | -- | -- | -- | ------ | -- |
| 1. | «Чурі Урдін»         | 12 | 11 | 0  | 1  | 0  | 112:22 | 34 |
| 2. | «Хака»               | 12 | 10 | 1  | 0  | 1  | 105:28 | 32 |
| 3. | «Барселона»          | 12 | 7  | 1  | 0  | 4  | 94:28  | 23 |
| 4. | ХК «Махадаонда»      | 12 | 4  | 2  | 1  | 5  | 89:38  | 17 |
| 5. | «Пучсарда»           | 12 | 4  | 0  | 2  | 6  | 66:53  | 14 |
| 6. | «Боаділья»           | 12 | 2  | 0  | 0  | 10 | 24:153 | 6  |
| 7. | «Міленьйо Логроньйо» | 12 | 0  | 0  | 0  | 12 | 20:188 | 0  |

Джерело: fedhielo

Скорочення: М = підсумкове місце, І = ігри, В = перемоги, ВО = перемога в овертаймі або по булітах, ПО = поразки в овертаймі або по булітах, П = поразки, Ш = закинуті та пропущені шайби, О = набрані очки

## Другий етап

### Чемпіонський раунд
| М  | Команда         | І  | В | ВО | ПО | П  | Ш     | О  |
| -- | --------------- | -- | - | -- | -- | -- | ----- | -- |
| 1. | «Чурі Урдін»    | 11 | 9 | 1  | 1  | 0  | 48:17 | 30 |
| 2. | «Хака»          | 12 | 7 | 2  | 1  | 2  | 44:32 | 26 |
| 3. | «Барселона»     | 12 | 3 | 1  | 1  | 7  | 35:41 | 12 |
| 4. | ХК «Махадаонда» | 11 | 0 | 0  | 1  | 10 | 17:54 | 1  |

Джерело: fedhielo

Скорочення: М = підсумкове місце, І = ігри, В = перемоги, ВО = перемога в овертаймі або по булітах, ПО = поразки в овертаймі або по булітах, П = поразки, Ш = закинуті та пропущені шайби, О = набрані очки

### Втішний раунд
| М  | Команда              | І | В | ВО | ПО | П | Ш     | О  |
| -- | -------------------- | - | - | -- | -- | - | ----- | -- |
| 5. | «Пучсарда»           | 8 | 8 | 0  | 0  | 0 | 92:11 | 24 |
| 6. | «Боаділья»           | 8 | 4 | 0  | 0  | 4 | 26:55 | 12 |
| 7. | «Міленьйо Логроньйо» | 8 | 0 | 0  | 0  | 8 | 23:75 | 0  |

Джерело: fedhielo

Скорочення: М = підсумкове місце, І = ігри, В = перемоги, ВО = перемога в овертаймі або по булітах, ПО = поразки в овертаймі або по булітах, П = поразки, Ш = закинуті та пропущені шайби, О = набрані очки

## Фінал
| «Чурі Урдін» – «Хака» | «Чурі Урдін» – «Хака» | «Чурі Урдін» – «Хака»       |
| --------------------- | --------------------- | --------------------------- |
| 11 березня 2017       | «Чурі Урдін» – «Хака» | 2:1 (1:1, 0:0, 1:0)         |
| 12 березня 2017       | «Чурі Урдін» – «Хака» | 5:2 (1:0, 3:0, 1:2)         |
| 18 березня 2017       | «Хака» – «Чурі Урдін» | 3:4 ОТ (1:1, 1:1, 1:1, 0:1) |
| Серія: 3:0            |                       |                             |